# Gustav Ludwig Hertz
Gustav Ludwig Hertz (født 22. juli 1887 i Hamburg, død 30. oktober 1975 i Østberlin) var en tysk fysiker.
Han modtog Nobelprisen i fysik i 1925 sammen med James Franck for deres arbejde med at formulere love om elektroners indvirkning på atomer. Prisen blev først uddelt året efter, da komiteen ikke fandt værdige modtagere i 1925.
Eksperimenterne, der førte til Nobelprisen, bekræftede dele af kvanteteorien og blandt andet Niels Bohrs atommodel. Eftersom Hertz var jøde, blev han tvunget til at nedlægge sit professorat i 1934.